# Jown Cardona
Jown Cardona (Cali, Valle del Cauca, Colombia, 9 de enero de 1995) es un futbolista colombiano. Juega de centrocampista.

## Trayectoria

### Deportivo Cali
En el año 2012 (a sus 17 años de edad) Jown Anderson Cardona Agudelo hizo parte de la plantilla del Deportivo Cali sub-19, la cual ganó el campeonato sub-19 de Colombia y le dio cupo a la misma plantilla para la Copa Libertadores Sub-20. Debuta en el primer equipo del conjunto verdiblanco en el año 2014.
Para el 2016, despierta el interés nuevamente del Deportivo Cali, equipo que lo repatria para el año 2017. Tras no contar con el apoyo del estratega uruguayo, Gerardo Pelusso, el volante rescinde su vínculo con el equipo caleño.

### Real Santander
Tras su debut en la profesional, es cedido al club Real Santander de la Categoría Primera B de Colombia en el año 2015. 

### Cortuluá
Tiempo después recala en el Cortuluá para la temporada 2016, donde destaca con 10 anotaciones, haciéndose referente del equipo tulueño.

### Ceará
El 2 de julio de 2018 ficha por el equipo Ceará de Brasil, teniendo así su primera experiencia internacional.

### Deportivo Pasto
Para la Temporada 2019 del fútbol colombiano es cedido al club Deportivo Pasto por 6 meses desde el Ceará de Brasil. Rápidamente se convierte en una pieza clave del conjunto dirigido por Alexis García. Marca su primer gol con la escudra nariñense el 3 de febrero en la derrota 1-2 ante Once Caldas. Se convierte en finalista del Torneo Apertura 2019 tras derrotar 3-0 al Unión Magdalena, partido en el que Cardona anota un gol. Su equipo terminaría siendo el subcampeón del torneo tras perder 4-5 en los penales ante Atlético Junior en la final disputada en el Estadio Nemesio Camacho El Campín.
Tras su paso por China, en el 2023 Cardona vuelve al club donde ha tenido mejor rendimiento, en el Deportivo Pasto jugó 9 partidos y realizó una asistencia durante el segundo semestre de dicho año.

### León
Después de su buena temporada con el Deportivo Pasto, llega al Club León de la Liga MX, completando de esta manera su segunda experiencia internacional.

### Once Caldas
Para el 2020 llegaría nuevamente al futbol colombiano, esta vez al Once Caldas donde no contaría con minutos y solo jugaría un partido de Copa Colombia.

### Guangzhou City
Jown toma la decisión de jugar nuevamente en el futbol internacional, siendo Guangzhou City de la Superliga China su nuevo destino. En el club oriental, Cardona destacó durante 2 temporadas (2021 y 2022) en donde marcaría un total de 8 goles en 43 partidos.

### Santa Fe
Después de durar un semestre sin actividad profesional, Cardona confirma su llegada a Independiente Santa Fe para jugar a partir del segundo semestre del 2024 de la Categoría Primera A de Colombia. Su debut con el equipo capitalino sería el 18 de julio en la victoria de su equipo 2-1 ante Deportivo Pasto donde jugaría 7 minutos. En total, Jown jugó 9 partidos durante el semestre y no registró ni goles ni asistencias.

## Clubes
| Club            | País     | Año         |
| --------------- | -------- | ----------- |
| Deportivo Cali  | Colombia | 2013 - 2014 |
| Real Santander  | Colombia | 2015        |
| Deportivo Cali  | Colombia | 2015        |
| Cortuluá        | Colombia | 2016        |
| Deportivo Cali  | Colombia | 2017 - 2018 |
| Ceará           | Brasil   | 2018        |
| Deportivo Pasto | Colombia | 2019        |
| León            | México   | 2019 - 2020 |
| Once Caldas     | Colombia | 2020        |
| Guangzhou City  | China    | 2021 - 2022 |
| Deportivo Pasto | Colombia | 2023        |
| Santa Fe        | Colombia | 2024 - 2025 |

## Estadísticas
Actualizado el 26 de noviembre de 2024
| Club | Div                 | Temporada           | Liga  | Liga  | Liga  | Copa Nacional (1) | Copa Nacional (1) | Copa Nacional (1) | Copa Internacional (2) | Copa Internacional (2) | Copa Internacional (2) | Total | Total | Total | Prom. · |
| Club | Div                 | Temporada           | Part. | Goles | Asis. | Part.             | Goles             | Asis.             | Part.                  | Goles                  | Asis.                  | Part. | Goles | Asis. | Prom. · |
| --- | ------------------- | ------------------- | ----- | ----- | ----- | ----------------- | ----------------- | ----------------- | ---------------------- | ---------------------- | ---------------------- | ----- | ----- | ----- | ------- |
| Deportivo Cali · Colombia                                                                                               | 1ª                  | 2013                | —     | —     | —     | 1                 | 0                 | 0                 | —                      | —                      | —                      | 1     | 0     | 0     | 0,00    |
| Deportivo Cali · Colombia                                                                                               | 1ª                  | 2014                | 3     | 0     | 0     | 3                 | 0                 | 0                 | —                      | —                      | —                      | 6     | 0     | 0     | 0,00    |
| Deportivo Cali · Colombia                                                                                               | 1ª                  | 2017                | 11    | 0     | 0     | 3                 | 0                 | 0                 | —                      | —                      | —                      | 14    | 0     | 0     | 0,00    |
| Deportivo Cali · Colombia                                                                                               | 1ª                  | 2018                | 6     | 1     | 0     | —                 | —                 | —                 | —                      | —                      | —                      | 6     | 1     | 0     | 1,16    |
| Deportivo Cali · Colombia                                                                                               | Total               | Total               | 20    | 1     | 0     | 7                 | 0                 | 0                 | —                      | —                      | —                      | 27    | 1     | 0     | 0,03    |
| Real Santander · Colombia                                                                                               | 2ª                  | 2015                | 6     | 1     | 0     | 3                 | 0                 | 0                 | —                      | —                      | —                      | 9     | 1     | 0     | 0,11    |
| Real Santander · Colombia                                                                                               | Total               | Total               | 6     | 1     | 0     | 3                 | 0                 | 0                 | —                      | —                      | —                      | 9     | 1     | 0     | 0,11    |
| Cortuluá · Colombia | 1ª                  | 2016                | 37    | 10    | 0     | 2                 | 0                 | 0                 | —                      | —                      | —                      | 39    | 10    | 0     | 0,25    |
| Cortuluá · Colombia | Total               | Total               | 37    | 10    | 0     | 2                 | 0                 | 0                 | —                      | —                      | —                      | 39    | 10    | 0     | 0,25    |
| Ceará · Brasil | 1ª                  | 2018                | 7     | 0     | 0     | —                 | —                 | —                 | —                      | —                      | —                      | 7     | 0     | 0     | 0,00    |
| Ceará · Brasil | Total               | Total               | 7     | 0     | 0     | —                 | —                 | —                 | —                      | —                      | —                      | 7     | 0     | 0     | 0,00    |
| Deportivo Pasto · Colombia                                                                                              | 1ª                  | 2019                | 22    | 3     | 2     | —                 | —                 | —                 | —                      | —                      | —                      | 22    | 3     | 2     | 0,13    |
| Deportivo Pasto · Colombia                                                                                              | 1ª                  | 2023                | 7     | 0     | 1     | 2                 | 0                 | 0                 | —                      | —                      | —                      | 9     | 0     | 1     | 0,00    |
| Deportivo Pasto · Colombia                                                                                              | Total               | Total               | 29    | 3     | 3     | 2                 | 0                 | 0                 | —                      | —                      | —                      | 31    | 3     | 3     | 0,09    |
| León · México | 1ª                  | 2019                | 6     | 0     | 1     | —                 | —                 | —                 | —                      | —                      | —                      | 6     | 0     | 1     | 0,00    |
| León · México | 1ª                  | 2020                | 1     | 0     | 0     | —                 | —                 | —                 | 2                      | 0                      | 0                      | 3     | 0     | 0     | 0,00    |
| León · México | Total               | Total               | 7     | 0     | 1     | —                 | —                 | —                 | 2                      | 0                      | 0                      | 9     | 0     | 1     | 0,00    |
| Once Caldas · Colombia                                                                                                  | 1ª                  | 2020                | —     | —     | —     | 1                 | 0                 | 0                 | —                      | —                      | —                      | 1     | 0     | 0     | 0,00    |
| Once Caldas · Colombia                                                                                                  | Total               | Total               | —     | —     | —     | 1                 | 0                 | 0                 | —                      | —                      | —                      | 1     | 0     | 0     | 0,00    |
| Guangzhou City China | 1ª                  | 2021                | 17    | 7     | 1     | 1                 | 0                 | 0                 | —                      | —                      | —                      | 18    | 7     | 1     | 0,38    |
| Guangzhou City China | 1ª                  | 2022                | 25    | 1     | 2     | —                 | —                 | —                 | —                      | —                      | —                      | 25    | 1     | 2     | 0,04    |
| Guangzhou City China | Total               | Total               | 42    | 8     | 3     | 1                 | 0                 | 0                 | —                      | —                      | —                      | 43    | 8     | 3     | 0,18    |
| Santa Fe · Colombia | 1ª                  | 2024                | 8     | 0     | 0     | 1                 | 0                 | 0                 | —                      | —                      | —                      | 9     | 0     | 0     | 0,00    |
| Santa Fe · Colombia | 1ª                  | 2025                | —     | —     | —     | —                 | —                 | —                 | —                      | —                      | —                      | 0     | 0     | 0     | 0,00    |
| Santa Fe · Colombia | Total               | Total               | 8     | 0     | 0     | 1                 | 0                 | 0                 | —                      | —                      | —                      | 9     | 0     | 0     | 0,00    |
| Total en su carrera | Total en su carrera | Total en su carrera | 156   | 23    | 7     | 17                | 0                 | 0                 | 2                      | 0                      | 0                      | 175   | 23    | 7     | 0,13    |
| (1) Incluye datos de Copa Colombia (2013-Act) y Copa China (2021)(2) Incluye datos de la Concacaf Champions Cup (2020). |                     |                     |       |       |       |                   |                   |                   |                        |                        |                        |       |       |       |         |

## Palmarés

### Campeonatos nacionales
| Título                | Club           | País     | Año  |
| --------------------- | -------------- | -------- | ---- |
| Superliga de Colombia | Deportivo Cali | Colombia | 2014 |
| Torneo Apertura       | Santa Fe       | Colombia | 2025 |